# 티베트군

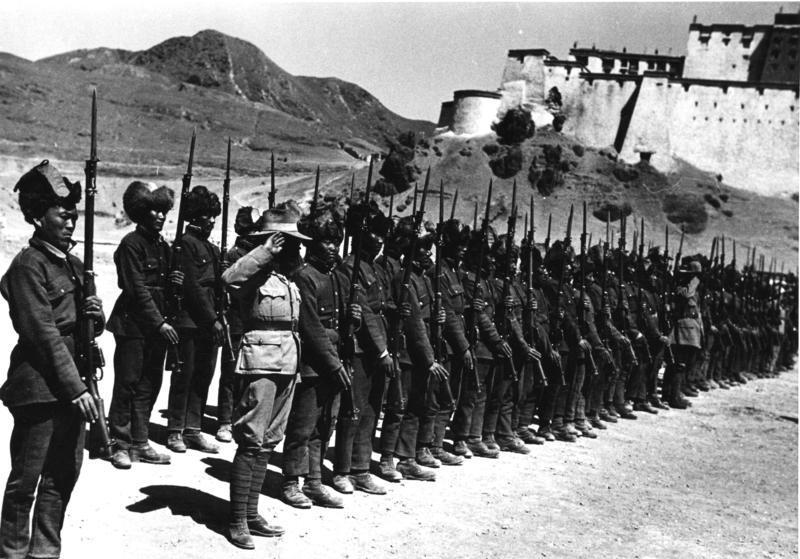
르카쩌에서 사열하고 있는 티베트군 병사들 (1938년)

티베트군은 1912년 티베트 왕국에서 창설되어 1950년 창두 전투를 끝으로 해산하기 전까지 존재했던 티베트의 자국 군대이였다. 무장 수준은 당시 군사력에 있어서는 낮았지만 영국군으로부터의 원조와 고문관을 받았다.

## 역사
티베트군은 1913년 당시 티베트 왕국이 청나라의 붕괴를 목격하고 자국을 방어하기 위한 근대화된 군사의 필요성을 강력하게 받아 창설되었다. 티베트 왕국은 티베트군을 육성해서 국경을 방어하는 것이 주 목적이였다. 그러나 티베트 내부에서는 티베트군의 창설을 둘러 싸고 반발이 커졌다. 불교 승려들은 티베트의 서방화된 군대는 사악한 영국 기독교들의 영향을 받고 있다면서 군대에 하는 지원을 줄어야 한다고 주장했다. 군부와 승려들 간의 대립이 발생하기 시작해 1921년에 이르러서는 폭력 사태가 일어났었다. 1922년에는 티베트군이 몽골로 비밀리에 도망 간 판첸 라마를 생포하는 데 동원되었다. 그 당시 달라이 라마는 티베트군의 증설을 바랬으며 티베트인들은 그가 쿠데타를 일으킬 의도로 군의 현대화를 바란다고 헛소문이 돌았다. 이후 1933년에는 13대 달라이 라마가 사망했다. 이후 티베트군의 현대화는 큰 진전을 맞이하였다.

## 장비
티베트군은 영국군으로부터 중화기 등을 원조받아서 박격포와 소총, 기관총 등으로 무장하고 있었다. 상당수의 장비들은 영국 등 서방제였다.

## 교전 기록
티베트군은 1910년대부터 1930년대까지 중국 군벌과 국민당군 등과의 전투 기록을 수립하였다. 티베트 군은 지금의 윈난성과 쓰촨성에 침입해 영토를 확보하기도 했었다.

## 같이 보기
- 티베트